# AMBAC
AMBAC(영어: active mass balance auto control) 또는 능동적 질량 이동을 통한 자동 자세 제어(일본어: 能動的質量移動による自動姿勢制御)는 애니메이션 《건담 시리즈》에 등장하는 작품 내에서의 가공의 기술 명칭이다.

## 개요

### 작품 내에서
AMBAC는 우주 공간에서 가동지의 일부분을 고속으로 움직일 때 발생하는 반작용을 모빌 슈트(MS)나 모빌 아머(MA) 기체 전체의 자세 제어에 이용하는 것이다. 버니어나 스러스터처럼 추진제의 소비가 없다는 점에서 우주 공간에서는 데드 웨이트가 될 것으로 여겨졌던 모빌 슈트의 가동지(팔이나 다리 부분)가 유용한 자세 제어 시스템으로 작용하게 되었다.
일년전쟁 종결 후, 사지와는 별도로 가동지를 마련해 테일 스테빌레이터나 플렉서블 바인더로서 적극적으로 기체의 자세 제어를 행하는 형태로 발전했다.
그러나 실제 건담 시리즈의 작품 내에서는 작화가 너무 복잡해 거의 묘사되지 않고 있으며, 거의 모든 작품에서 모빌 슈트(MS)나 모빌 아머(MA)는 버니어 분사에 따라(때로는 그것조차도 없이) 공간 기동이나 비행을 하고 있다. 예외적으로 단편 컴퓨터 그래픽스 작품 《건담 이볼브 II RX-178 건담 Mk-II》에서 건담 Mk-II의 공간 전투 장면에서 AMBAC에 의한 자세 제어의 표현이 이루어지고 있다.
《기동전사 건담 SEED MSV》에서는 M1A 아스트레이 등 우주전 사양의 모빌 슈트(MS)로 기능이 AMBAC에 특화된 가동지가 사용되고 있다. 《기동전사 건담 AGE》에서는 코다치 우쿄의 노벨라이즈 판에 AMBAC에 대한 언급이 있다.

### 현실 세계에서
이 기술은 일본에서 TV 방송 종료 후인 1981년에 미노리 쇼보의 무크 《우주를 비상하는 전사들 GUNDAM CENTURY》에서 발표되었다. 당시의 애니메이션 제작 스텝과는 관계없이 우주 공간에서 인간형 병기의 존재를 합리화할 수 있는 작품 세계에 존재하는 기술로써 모리타 시게루(훗날 건담 시리즈의 설정 및 고증을 담당하게 된다)가 학생 시절에 고안한 비공식적인 설정이었다. 이 기사에서는 지오닉사에 의해 발명되었으며, 핵융합로와 사지를 가동시키는 유체 펄스 시스템의 조합에 의해 거대한 기체의 자세 제어가 가능하고, 팔 끝을 100G 이상의 가속으로 흔드는 것으로 180도로 선회하는 데 3초를 필요로하지 않는다라고 되어 있다.

## 비고
- 실제 우주선 등에서도 자세 제어에 스러스터를 사용하는 것에는 다수의 문제가 있기 때문에(추진제를 소비하며, 분사 기구는 비교적 복잡하고 트러블의 가능성이 높으며, 자세 뿐만 아니라 궤도에 영향을 준다) 모멘텀 휠 등으로 분리는 각운동량을 보존시키는 일종의 플라이 휠을 병용하여 자세 제어를 하고 있다.
- 더욱이 복잡한 형상(예를 들어 인간형)에서 팔, 다리를 이용한 자세 제어 자체는 현실적으로 우주비행사가 선외 활동에서 자주 사용하는 조작 수법이지만, "AMBAC"는 어디까지나 가공의 호칭이며, 현실에서 전문 용어로 사용되는 것은 아니다.
- 또한 AMBAC에 대해 역학적, 나아가 실제 기술을 바탕으로 검토와 고찰을 실시한 예가 있으며, 일본 계측자동제어학회의 학회지 《계측과 제어》 43권 1호 8-9쪽에 소개되었다.

## 같이 보기
- 관성 모멘트
- 리액션 휠 – AMBAC 대신 현실적으로 이용되고 있는 기술

## 참고 문헌
- 미노리 쇼보 《월간 OUT》의 별책 《우주를 비상하는 전사들 GUNDAM CENTURY》 (1981년 발행, 2000년 키쇼샤에서 재판) (ISBN 4-87777-028-3 )